# سیمون براکاللو
سیمون براکاللو (انگلیسی: Simone Bracalello؛ زادهٔ ۲۱ اکتبر ۱۹۸۵) بازیکن فوتبال اهل ایتالیا است.
از باشگاه‌هایی که در آن بازی کرده‌است می‌توان به باشگاه فوتبال کومو و باشگاه فوتبال سمپدوریا اشاره کرد.